# Neocallia
Neocallia is een kevergeslacht uit de familie van de boktorren (Cerambycidae). De wetenschappelijke naam van het geslacht werd voor het eerst geldig gepubliceerd in 1933 door Fisher.

## Soorten
Neocallia is monotypisch en omvat slechts de volgende soort:
- Neocallia pubescens Fisher, 1933